# Хирама, Юдзи
Ю́дзи Хира́ма (яп. 平間 祐次 Hirama Yūji, род. 1982) — японский кёрлингист.
В составе мужской команды Японии участник чемпионата мира 2006, серебряный призёр Тихоокеанско-азиатского чемпионата 2005. Дважды чемпион и один раз бронзовый призёр чемпионатов Японии среди мужчин.
Играет на позиции первого.

## Достижения
- Тихоокеанско-азиатский чемпионат по кёрлингу: серебро (2005).
- Чемпионат Японии по кёрлингу среди мужчин: золото (2004, 2005), бронза (2006).

## Команды
| Сезон   | Четвёртый       | Третий        | Второй          | Первый          | Запасной                            | Турниры            |
| ------- | --------------- | ------------- | --------------- | --------------- | ----------------------------------- | ------------------ |
| 2003—04 | Ёсиюки Омия     | Макото Цуруга | Кадзухико Икава | Юдзи Хирама     | Kosuke Aisaka                       | ЧЯМ 2004           |
| 2004—05 | Ёсиюки Омия     | Макото Цуруга | Кадзухико Икава | Юдзи Хирама     | Цуёси Рютаки                        | ЧЯМ 2005           |
| 2005—06 | Ёсиюки Омия     | Макото Цуруга | Кадзухико Икава | Юдзи Хирама     | Цуёси Рютаки тренер: Уэйн Мэттьюсон | ТАЧ 2005           |
| 2005—06 | Кадзухико Икава | Цуёси Рютаки  | Юки Савамукаи   | Макото Цуруга   | Юдзи Хирама                         | ЧЯМ 2006           |
| 2005—06 | Ёсиюки Омия     | Макото Цуруга | Цуёси Рютаки    | Кадзухико Икава | Юдзи Хирама тренер: Уэйн Мэттьюсон  | ЧМ 2006 (11 место) |

(скипы выделены полужирным шрифтом)